# NGC 1672

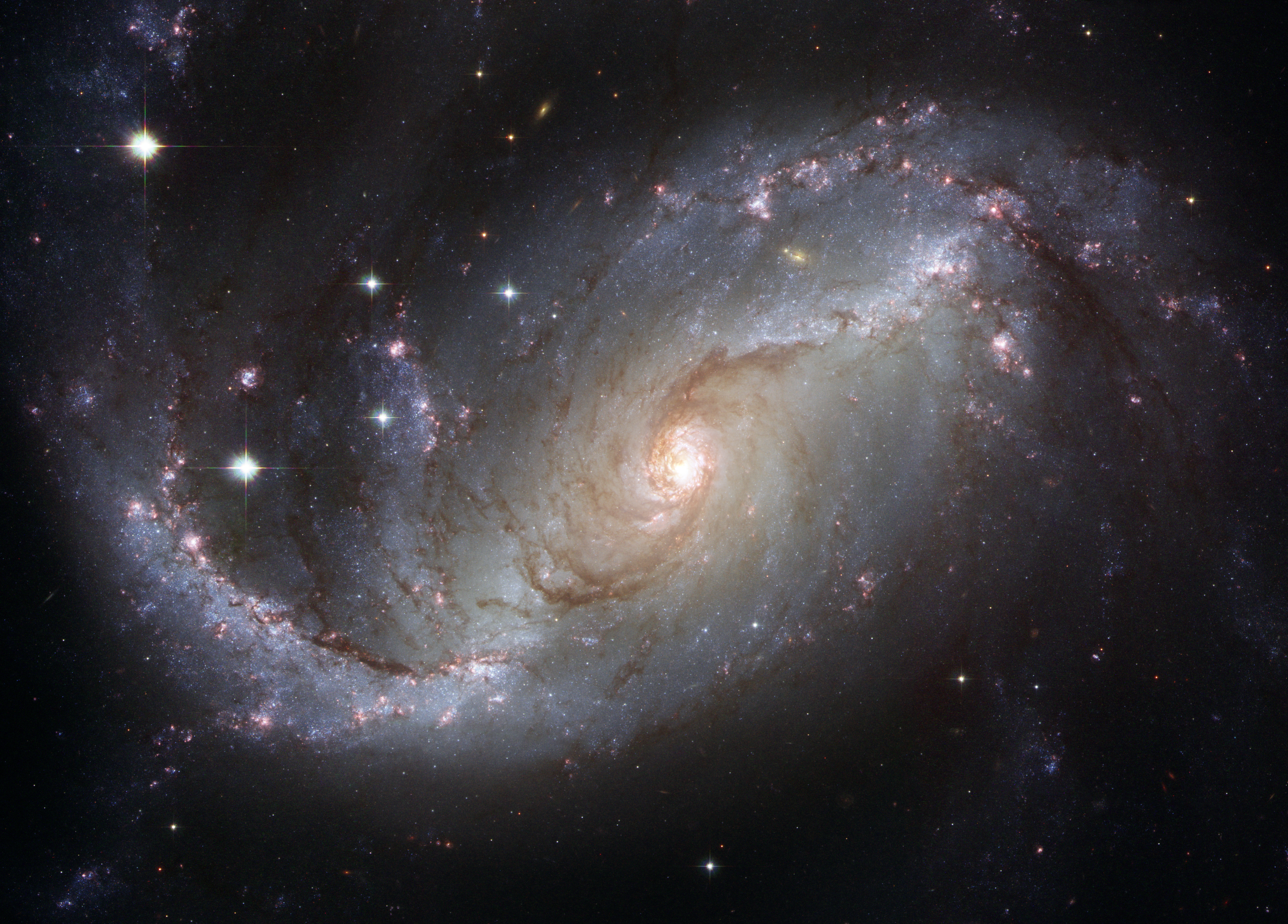
NGC 1672

NGC 1672 este o galaxie spirală barată din constelația Peștele de Aur.